# Università pedagogica di Cracovia
L'Università pedagogica di Cracovia (in polacco: Uniwersytet Pedagogiczny im. Komisji Edukacji Narodowej w Krakowie, spesso abbreviato con Uniwersytet Pedagogiczny) prende nome dalla Commissione per l'educazione nazionale fondata da Stanislao II Augusto Poniatowski. È un'Università pubblica con sede a Cracovia.

## Storia
L'Università venne fondata dopo la fine della seconda guerra mondiale, nel maggio del 1946. Iniziò a formare gli insegnanti della scuola primaria e, a partire dal 1949, cominciarono i corsi per i docenti delle scuole superiori. Venne attivata una nuova struttura organizzativa basata sulle facoltà e presero vita le istituzioni accademiche come il senato, i consigli di facoltà e il rettorato.